# 소래로 (김포시)
소래로(Sorae-ro)는 경기도 김포시 대곶면에 있는 도로로, 총 연장은 1.177 km이다. 도로의 명칭이 유래된 것은 마을 명칭을 이용하여 소래로로 명명되었으며, 인천광역시와 시흥시를 이어주는 소래로와는 관계가 없는 도로이다.

## 역사
- 2009년 12월 17일 : 도로명으로 소래로를 고시

## 지리

### 주요 경유지
- 김포시
  - 대곶면 (송마리)

### 접촉하는 도로
- 대명항로 (지방도 제356호선)
- 율생중앙로

### 주요 건물 및 시설
- 하선산업 (소래로 64/송마리 913)